# Golfe de Bargouzine
Le golfe de Bargouzine (en russe : Баргузинский залив, Bargouzinski zaliv) est le plus vaste et le plus profond des six grands golfes du lac Baïkal. Il est situé en Bouriatie, dans le sud de la Sibérie, en Russie orientale.

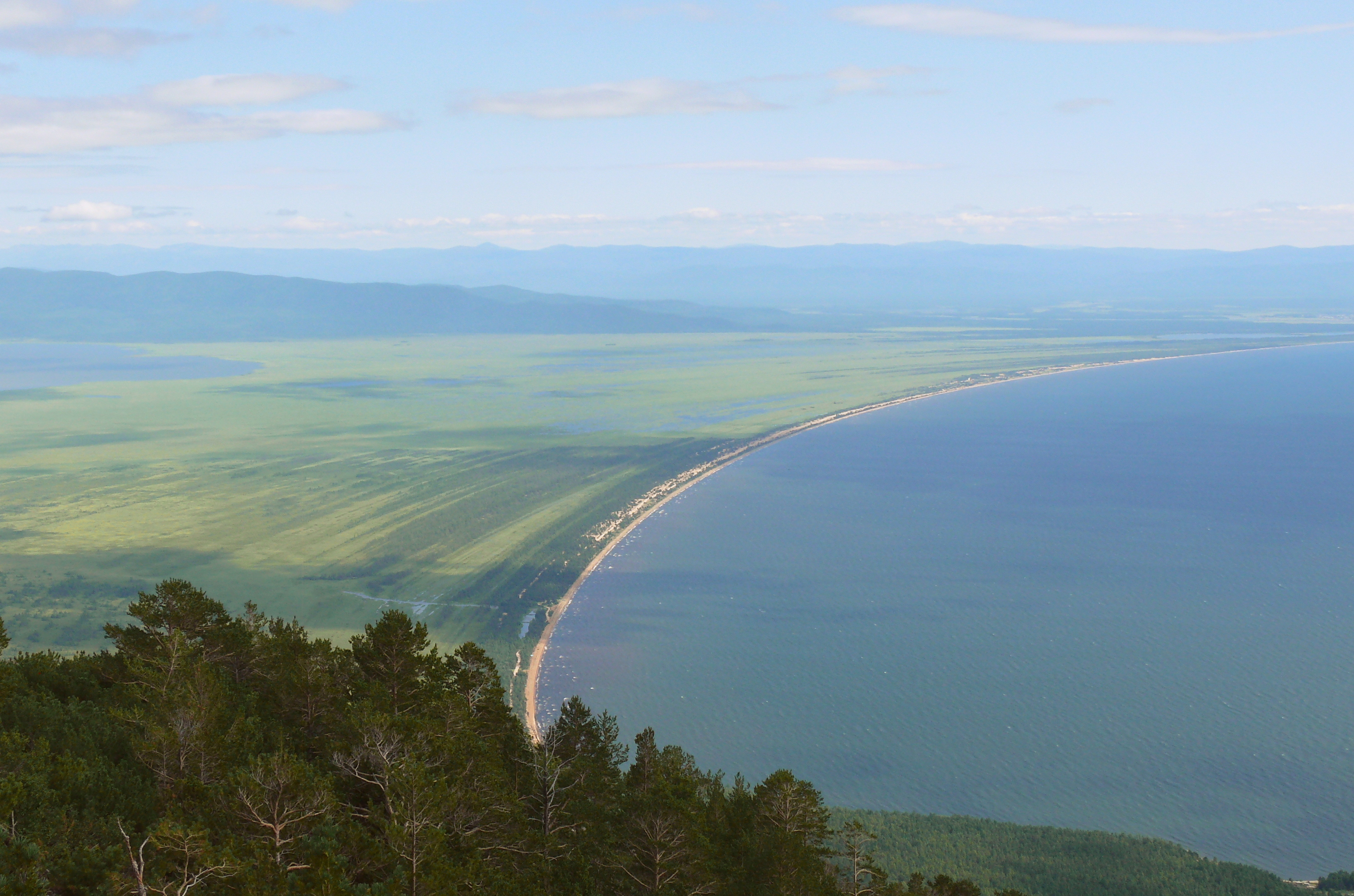
Vue du golfe de Bargouzine depuis le Sviatoï Nos